# グイード・ハガー
グイード・ハガー（Guido Hager、1958年 - ）は、スイスの造園家。庭師として出発し、その後庭園史家、植物学者としても訓練され活躍する。

## 略歴
庭師と花屋として弟子入りし修行した後に、ラッパースウィルInterkantonale Technikum(工業学校)で1981年から1984年まで造園学を体得。現在は自分の造園オフィスをチューリッヒに持っている。

## 作品
- 1984年　Kasernenareal歴史的庭園整備
- 1984年　アボリータム歴史的庭園整備
- 1986年　ガーデン・ヴィラ・ブロイラー歴史的庭園整備
- 1986年　チューリッヒ湖の下流域
- 1986年　バロック様式の庭園Rechenberg宮殿歴史的庭園整備（1989年まで）
- 1987年　チューリッヒ・イボタノキ校舎
- 1988年　PPW校舎Milchbuck
- 1988年　Swisscomの塔（チューリッヒ・ビンツ）
- 1989年　Gellertgut（バーゼル）のパークメンテナンス
- 1989年　PPW整備（Riedtlistrasse、Röslistrasse、Turnerstrasse、Weinbergstrasse、サンモリッツプランツ）
- 1989年　Schärrerwiese Höngg
- 1989年　タウンハウスコンプレックス/Bürkliplatz
- 1990年、Bäckeranlage（チューリッヒ）パークメンテナンス
- 1984年　Kasernenareal歴史的庭園整備
- 1984年　アボリータム歴史的庭園整備
- 1986年　ガーデン・ヴィラ・ブロイラー歴史的庭園整備
- 1986年　チューリッヒ湖の下流域
- 1986年　バロック様式の庭園Rechenberg宮殿歴史的庭園整備（1989年まで）
- 1987年　チューリッヒ・イボタノキ校舎
- 1988年　PPW校舎Milchbuck
- 1988年　Swisscomの塔（チューリッヒ・ビンツ）
- 1989年　Gellertgut（バーゼル）のパークメンテナンス
- 1989年　PPW整備（Riedtlistrasse、Röslistrasse、Turnerstrasse、Weinbergstrasse、サンモリッツプランツ）
- 1989年　Schärrerwiese Höngg
- 1989年　タウンハウスコンプレックス/Bürkliplatz
- 1990年、Bäckeranlage（チューリッヒ）パークメンテナンス
- 1990年、チューリッヒPPW（Hegibachstrasse 131、Eleonorenstrasse、フリードリッヒ、ハルデンABC、Hohlstrasse）
- 1991年、PPWパークホテルWaldhaus（フリムス）
- 1991年、Schindlergutパークメンテナンス
- 1991年、Zeughaushofパークメンテナンス
- 1991年、グゼルRiehenの庭パークメンテナンス
- 1991年、ストリSeelisbergのパークメンテナンス
- 1991年、チューリッヒPPW（リヒャルト・シュトラーセ30、riesenberg、コア、Seestrasse）
- 1991年、フィールド校舎パークメンテナンス
- 1992年、ヴィラFäsenstaubパークメンテナンス（シャフハウゼン）
- 1992年、エキスポ* 2000ハノーバーマスタープラン
- 1993年、T. Feldmeilenプライベートガーデン
- 1993年、シュロスハルデン・パークメンテナンス
- 1994年、Grafenortバロック庭園邸宅
- 1994年、スモールTürligartenバロック庭園（クール）
- 1995年、H・チューリッヒ・プライベートガーデン
- 1995年、PPWヴィラガーデンスュトゥンツィホルゲン
- 1995年、PPWレオンシステムセント（ザンクトガレン）
- 1995年、アインジーデルンパークメンテナンス
- 1995年、ムセオベラLigornettoパークメンテナンス
- 1996年、Schweizerhofquaiパークメンテナンス（ルツェルン）
- 1996年、Sihlfeld墓地（チューリッヒ）
- 1996年、ヴィラベッレパークメンテナンス（ルツェルン）
- 1996年、ハノーバー、ヘレンハウゼン大庭園
- 1996年、ボンシュテテントゥーン・パークメンテナンス
- 1997年、PPWHohenbühl9（チューリッヒ）
- 1997年、PPWベアトリス・フォン・ベルンWatteville
- 1997年、マクネアベルリンコンドミニアム
- 1998年、M. Erlenbachのプライベートガーデン
- 1998年、PPWクラウス26（チューリッヒ）
- 1998年、シュトラッセウェッチンゲン
- 1998年、シュロスThunstettenパークメンテナンス
- 1998年、シュロスコンスタンツ・パークメンテナンス
- 1998年、フォンタナパークの古い建物修復（クール）
- 1998年、ベーリッツ消防博物館
- 1999年、AllenbergMännedorfコンドミニアム
- 1999年、AlpenquaiとRigiplatz列車施設
- 1999年、Bachtobel校舎（チューリッヒ）
- 1999年、D. Erlenbachのプライベートガーデン
- 1999年、Opfikonのパークシティ
- 1999年、PPWフロントStokarberg（シャフハウゼン）
- 1999年、ローザンヌ・シャトードゥーシ
- 2000年、5 PULS住宅や商業ビル（チューリッヒ）
- 2000年、FFM大学（チューリッヒ）
- 2000年、K.キュスナハト・プライベートガーデン
- 2000年、ParkpflegewekのヴィラStehli（Obfelden）
- 2000年、ザルツブルクKurgarten
- 2000年、チューリッヒ大学センター
- 2000年、フォルクスグラールスパークメンテナンス
- 2001年、Glattpark Opfikonの都市空間
- 2001年、Huobフェフィコン住宅や商業ビル
- 2001年、Joachimstalerプラッツ（ベルリン）
- 2001年、Oberstufenschule Hinwil
- 2001年、Postplatz列車中央通路
- 2001年、ヴィラGrünenberg・パークメンテナンス（ウェデンスウィル）
- 2001年、ウェツィコンの小学校
- 2001年、バーンホフ通り（Bahnhofstrasse）
- 2002年、Bauschänzliパークメンテナンス（チューリッヒ）
- 2002年、PaxmontanaFlüeli-Ranft
- 2002年、Z.ウェッチンゲン・プライベートガーデン
- 2002年、ヴィラアルマ・パークメンテナンス（Männedorf）
- 2002年、セントザンクトガレン専門大学
- 2002年、パークグリーンマウンテン・コンドミニアム（ウェデンスウィル）
- 2002年、バールセンター
- 2003年、Chriesimattコンドミニアム（バール）
- 2003年、Stähelimattコンドミニアム（チューリッヒ）
- 2003年、ウェツィコンウェツィコンキャンパス
- 2003年、エルミタージュアーレスハイム
- 2003年、コンプレックスショックコンドミニアム（チューリッヒ）
- 2003年、チューリッヒ意見最高裁判所
- 2003年、チューリッヒ湾曲トラック
- 2003年、フラウプロムナードII管理棟
- 2003年、ホテルブルネンホフコンドミニアム（チューリッヒ）
- 2004年、Bassersdorfセンター
- 2004年、Hottingerplatz（チューリッヒ）
- 2004年、Quartiersplatz Ufmatten（Bassersdorf）
- 2004年、Ruggächern（チューリッヒ）
- 2004年、Turidomus_Diverse財団ビル
- 2004年、Wolfswinkelコンドミニアム（チューリッヒ）
- 2004年、オールドカササギ（ライプツィヒ）
- 2004年、グラッドDörfliSuhrのコンドミニアム
- 2004年、ベルン大学ローリング地域校
- 2005年、Hardturm高架橋（チューリッヒ）
- 2005年、Katzenbachstrasseコンドミニアム（チューリッヒ）
- 2005年、KVAベルン（ベルン・フォルストハウス）
- 2005年、Länsisatamanpuistoパーク（ヘルシンキ）
- 2005年、Muséeeデ・ボザール（ローザンヌ）
- 2005年、Plegezentrumマッテンホフ（チューリッヒ）
- 2005年、チューリッヒ・キュスナハト
- 2005年、チューリッヒ・ウィークリーマンションの分譲地
- 2005年、リッシュリッシュ半島のパークメンテナンス
- 2006年、Bungertwies校舎（チューリッヒ）
- 2006年、Wiesentalコンドミニアム（ホルゲン）
- 2006年、セントアーバン病院
- 2006年、チャンスゼーフェルト（ザルネン）
- 2006年、港湾郊外ヨーロッパ（ブレーメン）
- 2007年、LEE ETH（チューリッヒ）
- 2007年、M. Herrlibergプライベートガーデン
- 2007年、M. Zufikonプライベートガーデン
- 2007年、Tertianum Opfikon
- 2007年、アドリスヴィル市立公園
- 2007年、エンゲルベルク修道院（エンゲル）
- 2007年、グリースVolketswilの分譲マンション
- 2007年、チューリッヒのプライベートガーデン
- 2007年、トリポリ市立公園（リビア）
- 2007年、バーゼル・ライン河畔プロムナード
- 2007年、バーデン・Kurtheater
- 2007年、ペスタロッチプランツ（チューリッヒ）
- 2008年、Birmensdorfシニアレジデンス
- 2008年、Breitenrainplatz（ベルン）
- 2008年、Elfenauベルン・パークメンテナンス
- 2008年、Holzerhurd 46（チューリッヒ）
- 2008年、J・ベルリン・プライベートガーデン
- 2008年、Kriesiareal（バーデン）
- 2008年、Mellrichstadt主要道路や駐車施設
- 2008年、T.シュヴィーツ・プライベートガーデン
- 2008年、ウィーン・ルドルフBednar公園
- 2008年、グリーンプロジェクト* 2011・HORB HORBアム・ネッカー（ドイツ）
- 2008年、ゼルウィガーウスターエリア
- 2008年、セントチャールズの修道院（アルトドルフ）
- 2008年、バーデンRömerstrasse
- 2008年、バール・Baarermatte
- 2008年、ホーチミンThiem新都市エリア（ベトナム）
- 2008年、ロッハウBodenseeufer
- 2008年、西アルベルニューアルム
- 2009年、Bahnhofplatz（ザンクトガレン）
- 2009年、Bundesarchivベルリンマスタープラン
- 2009年、Landesgartenschauシーパーク（Zülpich）
- 2009年、Lussi-Göbliのトレイン（バール）
- 2009年、Mellingen Mellingen-Kreuzzelgコンドミニアム
- 2009年、アルプナハ企画センター
- 2009年、カントン学校スポーツ施設（Sargans）
- 2009年、ケルンStammheim教会やコミュニティセンター
- 2009年、ハノイの新しい地区ザーラム（ベトナム）
- 2009年、パルケ・デ・ウルバーノValdebebas（マドリード）
- 2009年、ボルン市庁舎とシティホール（ドイツ）
- 2009年、ルツェルンFriedental墓地
- 2009年、赤十字Langweidコンドミニアム
- 2010年、Obfeldenコンドミニアム
- 2010年、キャッスルアイランドハールブルク（ハンブルク）
- 2010年、コンスタンツ・Bahnhofplatz
- 2010年、ジュネーヴ民族博物館
- 2010年、パリッシュアッペンツェル
- 2010年、ベルリン連邦議会のコートヤードバイマリオット
- 2010年、ベルン・Eigerplatz
- 2010年、ミュンヘン・Kunstareal
- 2010年、ラインクライン（バーゼル）
- 2010年、学校Biberstein Biberstein
- 2010年、中央駅近所公園（ウィーン）
- 2011年、Neudorfのチャムチャムエメラルドアイル
- 2012年、Neumarktplatzビール
- 2012年、リド・ラパーズウィル